# Лангобардское завоевание Апеннинского полуострова
Лангобардское завоевание Апеннинского полуострова — длительный ряд конфликтов, происходивших с 568 по 751 годы на Апеннинском полуострове между Лангобардским королевством и Византийской империей. Они начались с поселения на Паданской равнине лангобардов Альбоина и закончились постепенным изгнанием византийцев из северной Италии.

## Ход событий
В середине VI века лангобарды, жившие на территории современной Словакии, были вынуждены мигрировать из-за давления, которому они подвергались со стороны аваров. Византийский наместник в Италии Нарсес, возможно, пригласил лангобардов поселиться в северной Италии в качестве федератов, чтобы защитить этот регион от франков.
В 568 году лангобарды под предводительством Альбоина поселились в северо-восточной Италии. По наиболее реалистичной оценке их было 50 000 человек, из которых 15 000 — взрослые мужчины.
Там они основали первое на Апеннинском полуострове лангобардское княжество — Фриульское герцогство, которому предстояло играть роль буфера между Италией и альпийскими славянами. В 572 году, при Клефе, преемнике Альбоина на лангобардском троне, после трёхлетней осады была завоёвана Павия, ставшая столицей королевства.
Обосновавшись в северной Италии, лангобарды начали продвижение на юг. Расселившись почти по всему Апеннинскому полуострову, они раскололи итальянские владения Византии на несколько обособленных областей.
Быстрому завоеванию Италии лангобардами способствовало то, что после готских войн византийцы ещё не успели в должной мере наладить административное управление итальянскими территориями. Местное население Италии (за исключением знати и церкви), истощённое налогами, не оказывало значительного сопротивления пришельцам. Кроме того, мобилизационные ресурсы Византии были подорваны опустошительной Юстиниановой чумой.
Вторжение лангобардов в Италию и завоевание ими бо́льшей части полуострова разрушило усилия императора Юстиниана I по восстановлению Римской империи. Император Юстин II попытался воспользоваться тем обстоятельством, что после убийства Клефа лангобардские герцоги не избрали себе нового короля и перестали, таким образом, представлять собой единую военно-политическую силу. Он направил в Италию войско, но оно всё равно оказалось разбито лангобардами — попытка Византии возвратить потерянные земли провалилась. Смирившись с этим император Тиберий II в 580 году реорганизовал осколки итальянских владений в пять провинций.
В VI веке при королях Агилульфе (590—616), Ротари (636—652) и Гримоальде (662—671) лангобарды подчинили себе земли в среднем течении реки По, овладели Лигурией, а также Апулией и Тарентом. В первой половине VIII века они аннексировали область Эмилия и Романья, остров Корсику и ряд других территорий. Византия, которая в это время переживала вторжение славян и вела войну с государством Сасанидов, не в состоянии была эффективно защищать свои итальянские территории. Король Бертари (661—662, 671—688) заключил мир с Византией.
В 727 году король Лиутпранд взял несколько городов Эмилии, и среди них морской порт Равеннского экзархата Классис, но саму Равенну он смог взять под свой контроль лишь в 737 году. Однако папа римский Григорий III потребовал восстановить предшествовавший этому событию статус-кво.
В 739 году Лиутпранд захватил несколько городов, принадлежавших Риму. Папа запросил помощи у фактического правителя франкского государства Карла Мартелла, предлагая ему за это часть византийских владений в Италии, но тот не пошёл навстречу папе.
Племянники Лиутпранда короли Ратхис (744—749) и Айстульф (749—756) продолжили борьбу против Равеннского экзархата. Айстульф довёл дело до конца, завоевав в 751 году Равенну и прогнав последнего экзарха Евтихия. Вскоре он начал угрожать и Римской области. Однако на этот раз Рим был спасен франками, которых призвал в Италию глава католической церкви.